# Joseph-Marie Graveran
Joseph-Marie Graveran est un évêque et homme politique français né le 16 mars 1793 à Crozon et mort le 31 janvier 1855 à Quimper.

## Biographie
Professeur de mathématiques à Saint-Pol-de-Léon en 1812, il devient prêtre en 1817 et devient professeur de dogme au grand séminaire de Quimper. Il est curé de Saint-Louis de Brest en 1828 et évêque de Quimper de 1840 à 1855. Il est député du Finistère de 1848 à 1849, siégeant à droite.

## Armes
De sinople à la croix de la Passion d'or.

## Distinctions
- Officier de la Légion d'honneur (28 décembre 1854)[2]

## Sources
- « Joseph-Marie Graveran », dans Adolphe Robert et Gaston Cougny, Dictionnaire des parlementaires français, Edgar Bourloton, 1889-1891 [détail de l’édition]

1. ↑  Saint Saud, Armorial des prélats français du XIXe siècle, Paris, 1906, H. Daragon, 415p., p.145. Consultable sur Gallica.
2. ↑  « Cote LH/1193/64 », base Léonore, ministère français de la Culture